# 나비의 외출
나비의 외출(Butterflies Are Free)은 미국에서 제작된 밀튼 캇셀라스 감독의 1972년 영화이다. 골디 혼 등이 주연으로 출연하였고 M.J. 프랭코비치 등이 제작에 참여하였다.

## 출연

### 주연
- 골디 혼
- 에드워드 알버트

### 조연
- 에일린 헤커트
- 폴 마이클 글레이저
- 마이클 워렌
- 데브라리 스콧

## 제작진
- 원작자: 레오나드 거쉬
- 미술: 로버트 클랫워시
- 의상: 모스 마브리
- 배역: 밥 엘스워스